# Illice lincea
Illice lincea är en fjärilsart som beskrevs av William Schaus. Illice lincea ingår i släktet Illice och familjen björnspinnare. Inga underarter finns listade i Catalogue of Life.